# پرسی بارت
پرسی بارت (انگلیسی: Percy Barratt؛ 6 October 1898 – ۱۹۷۴ (۷۵−۷۶ سال)) بازیکن فوتبال بود.